# Kostiantyn Hrychtchenko
Kostiantyn Ivanovytch Hrychtchenko (en ukrainien : Костянтин Іванович Грищенко) (en anglais : Kostyantyn Hryshchenko, né le 28 octobre 1953 à Kiev) est un diplomate et homme politique ukrainien.

## Biographie
Kostiantyn Hrychcthenko naît à Kiev en 1953. Son père, Ivan Hrychtchenko, fut le représentant de l'Union soviétique auprès de l'ONU à New York, puis à Genève.
Il sortit diplômé de l'Institut d'État des relations internationales de Moscou (MGIMO) en 1975. Comme son père, il se dirige vers une carrière dans la diplomatie, pour l'Union soviétique d'abord, puis pour l'Ukraine.
De 1976 à 1980, il est employé au Secrétariat de l'ONU, avant d'occuper divers postes diplomatiques jusqu'à la dislocation de l'Union soviétique.
De 1995 à 1998, il est vice-ministre des Affaires étrangères, de 1998 à 2000, ambassadeur d'Ukraine en Belgique, Pays-Bas et Luxembourg, ainsi que chargé de mission représentant l'Ukraine auprès de l'OTAN.
Entre 2000 et 2003, il occupe le poste d'ambassadeur d'Ukraine aux États-Unis. Il obtient ensuite pour la première fois le portefeuille du ministère des Affaires étrangères de septembre 2003 à février 2005, dans le gouvernement de Viktor Ianoukovytch.
Il est conseiller du Premier ministre Viktor Ianoukovytch de 2006 à 2007.
Le 10 juin 2008, il est nommé ambassadeur d'Ukraine en Russie par le président Viktor Iouchtchenko.
Le 11 mars 2010, il redevient ministre des Affaires étrangères, au sein du gouvernement de Mykola Azarov.
De mai à novembre 2011, il occupe la présidence tournante du Comité des ministres du Conseil de l'Europe.
Le 24 décembre 2012 il est nommé vice-Premier ministre dans le second gouvernement Azarov.
Il parle couramment français et anglais. Il est marié, et a une fille et deux petits-enfants.